# Andy Van Slyke
Andrew James Van Slyke (Utica, Nueva York, 21 de diciembre de 1960), más conocido como Andy Van Slyke, es un exjugador profesional estadounidense de béisbol que se desempeñó en la posición de jardinero central en las Grandes Ligas de Béisbol (MLB). Logró obtener cinco Guantes de Oro.

## Carrera
Van Slyke jugó como profesional cuatro temporadas en St. Louis Cardinals (1983-1986), después pasó a Pittsburgh Pirates (1987-1994), luego a Baltimore Orioles (1995), posteriormente a Philadelphia Phillies, donde jugó una temporada (1995), y fue el equipo en el que se retiró.

## Premios
Fue galardonado con el Guante de Oro en cinco oportunidades (1988, 1989, 1990, 1991 y 1992).